# Luton Town Football Club 2018-2019
Questa voce raccoglie le informazioni riguardanti il Luton Town Football Club nelle competizioni ufficiali della stagione 2018-2019.

## Rosa
| N. |                         | Ruolo | Calciatore           |
| -- | ----------------------- | ----- | -------------------- |
| 1  | Rep. Ceca (bandiera)    | P     | Marek Štěch          |
| 2  | Inghilterra (bandiera)  | D     | James Justin         |
| 3  | Inghilterra (bandiera)  | D     | Dan Potts            |
| 4  | Irlanda (bandiera)      | D     | Alan McCormack       |
| 5  | Inghilterra (bandiera)  | D     | Sonny Bradley        |
| 6  | Inghilterra (bandiera)  | D     | Matty Pearson        |
| 7  | Inghilterra (bandiera)  | C     | Jack Stacey          |
| 8  | Inghilterra (bandiera)  | C     | Luke Berry           |
| 9  | Inghilterra (bandiera)  | A     | Danny Hylton         |
| 10 | Inghilterra (bandiera)  | A     | Elliot Lee           |
| 11 | Scozia (bandiera)       | C     | Andrew Shinnie       |
| 14 | Inghilterra (bandiera)  | A     | Harry Cornick        |
| 16 | Irlanda (bandiera)      | D     | Glen Rea             |
| 17 | RD del Congo (bandiera) | C     | Pelly Ruddock Mpanzu |

| N. |                         | Ruolo | Calciatore      |
| -- | ----------------------- | ----- | --------------- |
| 18 | Inghilterra (bandiera)  | C     | Jorge Grant     |
| 19 | Irlanda (bandiera)      | A     | James Collins   |
| 21 | Inghilterra (bandiera)  | D     | Jack Senior     |
| 25 | RD del Congo (bandiera) | C     | Kazenga LuaLua  |
| 27 | Inghilterra (bandiera)  | A     | Aaron Jarvis    |
| 28 | Inghilterra (bandiera)  | D     | Lloyd Jones     |
| 32 | Inghilterra (bandiera)  | C     | Eunan O'Kane    |
| 34 | Inghilterra (bandiera)  | D     | Jack James      |
| 35 | Inghilterra (bandiera)  | D     | Arthur Read     |
| 36 | Inghilterra (bandiera)  | P     | James Shea      |
| 37 | Inghilterra (bandiera)  | D     | Frankie Musonda |
| 40 | Inghilterra (bandiera)  | P     | Harry Isted     |
| 44 | Irlanda (bandiera)      | D     | Alan Sheehan    |

## Organigramma societario
Area tecnica
- Allenatore: Mick Harford
- Allenatore in seconda: Paul Hart
- Preparatore dei portieri: Kevin Dearden
- Preparatori atletici:

## Risultati

### League One

#### Girone di andata
| Arbitro: | Ward |

|          |           |  |
| Lowe 16’ | Marcatori |  |

| Arbitro: | Breakspear |

|             |           |          |
| Pearson 68’ | Marcatori | 45’ Maja |

| Arbitro: | Salisbury |

|                                      |           |            |
| Cummings 17’ (rig.), 36’ Dembélé 19’ | Marcatori | 78’ Stacey |

| Arbitro: | Kettle |

|                          |           |  |
| Lee 2’ Hylton 33’ (rig.) | Marcatori |  |

| Arbitro: | Boyeson |

|                              |           |                              |
| Grant 51’ Stacey 73’ Lee 76’ | Marcatori | 23’ (rig.) Whalley 66’ Angol |

| Arbitro: | England |

|                     |           |             |
| Jacobson 15’ (rig.) | Marcatori | 68’ Pearson |

| Arbitro: | Nield |

|                       |           |         |
| Blair 6’ Whiteman 46’ | Marcatori | 45’ Lee |

| Arbitro: | Lewis |

|             |           |  |
| Shinnie 62’ | Marcatori |  |

| Blackpool 22 settembre 2018, ore 15:00 WEST 9ª giornata | Blackpool   | 0 – 0 referto | Luton Town | Bloomfield Road (4 124 spett.)\| Arbitro: \| Stockbridge \| |
| Arbitro:                                                | Stockbridge |               |            |                                                             |

| Arbitro: | Coggins |

|                         |           |                                 |
| Cornick 74’ Collins 81’ | Marcatori | 23’ (rig.) Fosu-Henry 90’ Solly |

| Arbitro: | Salisbury |

|            |           |                       |
| Holmes 48’ | Marcatori | 55’ Collins 90’ Potts |

| Arbitro: | Johnson |

|                                |           |                        |
| Cornick 10’ Lee 26’ Justin 85’ | Marcatori | 17’ Novak 90’ Humphrys |

| Arbitro: | Joyce |

|                                 |           |                         |
| Potts 5’ McGeehan 26’ Thiam 79’ | Marcatori | 45’ (rig.), 86’ Collins |

| Arbitro: | Woolmer |

|                   |           |  |
| Rea 20’ Grant 55’ | Marcatori |  |

| Arbitro: | Sarginson |

|                                 |           |             |
| Hylton 5’, 54’, 70’ Shinnie 53’ | Marcatori | 27’ Zanzala |

| Arbitro: | Davies |

|  |           |                    |
|  | Marcatori | 61’ Mpanzu 80’ Lee |

| Rochdale 3 novembre 2018, ore 15:00 WET 17ª giornata | Rochdale | 0 – 0 referto | Luton Town | Spotland Stadium (3 689 spett.)\| Arbitro: \| Yates \| |
| Arbitro:                                             | Yates    |               |            |                                                        |

| Arbitro: | England |

|                                                 |           |           |
| Collins 12’, 45’ (rig.), 77’ Lee 23’ Justin 29’ | Marcatori | 89’ Grant |

| Arbitro: | Johnson |

|           |           |                          |
| Eaves 72’ | Marcatori | 25’ Shinnie 55’, 68’ Lee |

| Arbitro: | Coggins |

|                                     |           |  |
| Justin 28’ Lee 33’, 38’ Cornick 89’ | Marcatori |  |

| Arbitro: | Kinseley |

|                               |           |  |
| Cornick 11’ Morgan 80’ (aut.) | Marcatori |  |

| Arbitro: | Breakspear |

|                          |           |                         |
| Clarke-Harris 90’ (rig.) | Marcatori | 38’ Pearson 57’ Collins |

| Arbitro: | Hicks |

|                               |           |  |
| Stacey 17’ Collins 73’ (rig.) | Marcatori |  |

#### Girone di ritorno
| Arbitro: | Coy |

|  |           |                         |
|  | Marcatori | 37’ Shinnie 50’ Cornick |

| Arbitro: | Yates |

|                             |           |                        |
| Ferrier 26’ (rig.) Cook 67’ | Marcatori | 72’ Collins 90’ LuaLua |

| Luton 1º gennaio 2019, ore 15:00 WET 26ª giornata | Luton Town | 0 – 0 referto | Barnsley | Kenilworth Road (9 926 spett.)\| Arbitro: \| Brooks \| |
| Arbitro:                                          | Brooks     |               |          |                                                        |

| Arbitro: | Probert |

|             |           |                    |
| Maguire 16’ | Marcatori | 67’ (rig.) Collins |

| Arbitro: | Coote |

|                                |           |  |
| Collins 8’, 27’, 53’ Berry 66’ | Marcatori |  |

| Arbitro: | Bramall |

|  |           |             |
|  | Marcatori | 29’ Pearson |

| Arbitro: | Hooper |

|                                    |           |                      |
| Collins 39’, 77’ (rig.) Moncur 86’ | Marcatori | 52’ Curtis 79’ Bogle |

| Arbitro: | Salisbury |

|  |           |                              |
|  | Marcatori | 30’, 69’ Collins 53’ Pearson |

| Arbitro: | Davies |

|                             |           |  |
| Collins 33’ Moncur 85’, 88’ | Marcatori |  |

| Arbitro: | Bankes |

|            |           |                       |
| Madden 90’ | Marcatori | 41’ Moncur 49’ Mpanzu |

| Arbitro: | Joyce |

|             |           |             |
| Pearson 16’ | Marcatori | 34’ Shipley |

| Arbitro: | Swabey |

|                        |           |  |
| Hylton 59’ Collins 90’ | Marcatori |  |

| Plymouth 9 marzo 2019, ore 15:00 WET 36ª giornata | Plymouth | 0 – 0 referto | Luton Town | Home Park (11 081 spett.)\| Arbitro: \| Drysdale \| |
| Arbitro:                                          | Drysdale |               |            |                                                     |

| Arbitro: | Salisbury |

|  |           |            |
|  | Marcatori | 16’ Stacey |

| Arbitro: | Haines |

|                       |           |                       |
| Hylton 45’ Stacey 67’ | Marcatori | 53’ Eaves 79’ O'Neill |

| Arbitro: | Busby |

|                                            |           |  |
| Mpanzu 33’ Hylton 57’ LuaLua 82’ Berry 90’ | Marcatori |  |

| Arbitro: | Breakspear |

|                   |           |                       |
| Clarke-Harris 45’ | Marcatori | 17’ Collins 39’ Berry |

| Arbitro: | Collins |

|                         |           |                      |
| Collins 6’ Cummings 86’ | Marcatori | 30’ Kirby 62’ Virtue |

| Arbitro: | Ward |

|                                     |           |             |
| Taylor 54’ (rig.), 72’ Vetokele 70’ | Marcatori | 15’ Cornick |

| Arbitro: | Boyeson |

|  |           |                                    |
|  | Marcatori | 24’ (rig.) Collins 68’, 87’ Mpanzu |

| Arbitro: | Toner |

|                    |           |                       |
| Lee 8’ Collins 39’ | Marcatori | 28’ Pigott 90’ Seddon |

| Arbitro: | Wright |

|                |           |             |
| Akins 62’, 73’ | Marcatori | 30’ Collins |

| Arbitro: | Salisbury |

|                        |           |             |
| Moncur 3’, 73’ Lee 53’ | Marcatori | 60’ Garbutt |

### FA Cup
| Arbitro: | Hicks |

|                         |           |  |
| Shinnie 41’ Cornick 71’ | Marcatori |  |

| Arbitro: | Bramall |

|  |           |             |
|  | Marcatori | 42’ Cornick |

| Sheffield 5 gennaio 2019, ore 12:30 WET Terzo turno | Sheffield Weds | 0 – 0 referto | Luton Town | Hillsborough Stadium (16 974 spett.)\| Arbitro: \| Jones \| |
| Arbitro:                                            | Jones          |               |            |                                                             |

| Arbitro: | Robinson |

|  |           |           |
|  | Marcatori | 46’ Nuhiu |

### Coppa di Lega
| Arbitro: | Jones |

|           |           |  |
| Burke 62’ | Marcatori |  |

## Statistiche

### Statistiche di squadra
| Competizione  | Punti | In casa | In casa | In casa | In casa | In casa | In casa | In trasferta | In trasferta | In trasferta | In trasferta | In trasferta | In trasferta | Totale | Totale | Totale | Totale | Totale | Totale | DR  |
| Competizione  | Punti | G       | V       | N       | P       | Gf      | Gs      | G            | V            | N            | P            | Gf           | Gs           | G      | V      | N      | P      | Gf     | Gs     | DR  |
| ------------- | ----- | ------- | ------- | ------- | ------- | ------- | ------- | ------------ | ------------ | ------------ | ------------ | ------------ | ------------ | ------ | ------ | ------ | ------ | ------ | ------ | --- |
| League One    | 94    | 23      | 16      | 7       | 0       | 57      | 19      | 23           | 11           | 6            | 6            | 33           | 23           | 46     | 27     | 13     | 6      | 90     | 42     | +48 |
| FA Cup        | -     | 2       | 1       | 0       | 1       | 2       | 1       | 2            | 1            | 1            | 0            | 1            | 0            | 4      | 2      | 1      | 1      | 3      | 1      | +2  |
| Coppa di Lega | -     | 0       | 0       | 0       | 0       | 0       | 0       | 1            | 0            | 0            | 1            | 0            | 1            | 1      | 0      | 0      | 1      | 0      | 1      | -1  |
| Totale        | -     | 25      | 17      | 7       | 1       | 59      | 20      | 26           | 12           | 7            | 7            | 34           | 24           | 51     | 29     | 14     | 8      | 93     | 44     | +49 |

### Andamento in campionato
| Giornata  | 1  | 2  | 3  | 4  | 5  | 6 | 7  | 8  | 9  | 10 | 11 | 12 | 13 | 14 | 15 | 16 | 17 | 18 | 19 | 20 | 21 | 22 | 23 | 24 | 25 | 26 | 27 | 28 | 29 | 30 | 31 | 32 | 33 | 34 | 35 | 36 | 37 | 38 | 39 | 40 | 41 | 42 | 43 | 44 | 45 | 46 |
| --------- | -- | -- | -- | -- | -- | - | -- | -- | -- | -- | -- | -- | -- | -- | -- | -- | -- | -- | -- | -- | -- | -- | -- | -- | -- | -- | -- | -- | -- | -- | -- | -- | -- | -- | -- | -- | -- | -- | -- | -- | -- | -- | -- | -- | -- | -- |
| Luogo     | T  | C  | T  | C  | C  | T | T  | C  | T  | C  | T  | C  | T  | C  | C  | T  | T  | C  | T  | C  | C  | T  | C  | T  | T  | C  | T  | C  | T  | C  | T  | C  | T  | C  | C  | T  | T  | C  | C  | T  | C  | T  | T  | C  | T  | C  |
| Risultato | P  | N  | P  | V  | V  | N | P  | V  | N  | N  | V  | V  | P  | V  | V  | V  | N  | V  | V  | V  | V  | V  | V  | V  | N  | N  | N  | V  | V  | V  | V  | V  | V  | N  | V  | N  | V  | N  | V  | V  | N  | P  | V  | N  | P  | V  |
| Posizione | 20 | 17 | 22 | 14 | 10 | 9 | 11 | 10 | 12 | 12 | 11 | 9  | 12 | 9  | 7  | 5  | 5  | 5  | 4  | 3  | 3  | 3  | 3  | 2  | 2  | 3  | 2  | 2  | 1  | 1  | 1  | 1  | 1  | 1  | 1  | 1  | 1  | 1  | 1  | 1  | 1  | 1  | 1  | 1  | 1  | 1  |

Legenda:

Luogo: C = Casa; T = Trasferta. Risultato: V = Vittoria; N = Pareggio; P = Sconfitta.

### Statistiche dei giocatori
| Giocatore    | League One | League One | League One  | League One | FA Cup   | FA Cup | FA Cup      | FA Cup     | Coppa di Lega | Coppa di Lega | Coppa di Lega | Coppa di Lega | Totale   | Totale | Totale      | Totale     |
| Giocatore    | Presenze   | Reti       | Ammonizioni | Espulsioni | Presenze | Reti   | Ammonizioni | Espulsioni | Presenze      | Reti          | Ammonizioni   | Espulsioni    | Presenze | Reti   | Ammonizioni | Espulsioni |
| ------------ | ---------- | ---------- | ----------- | ---------- | -------- | ------ | ----------- | ---------- | ------------- | ------------- | ------------- | ------------- | -------- | ------ | ----------- | ---------- |
| H. Isted     | -          | -          | -           | -          | -        | -      | -           | -          | -             | -             | -             | -             | -        | -      | -           | -          |
| J. Shea      | 41         | 0          | 1           | 0          | 4        | 0      | 0           | 0          | 1             | 0             | 0             | 0             | 46       | 0      | 1           | 0          |
| M. Štěch     | 5          | 0          | 0           | 0          | -        | -      | -           | -          | -             | -             | -             | -             | 5        | 0      | 0           | 0          |
| S. Bradley   | 45         | 0          | 3           | 0          | 4        | 0      | 1           | 0          | 1             | 0             | 0             | 0             | 50       | 0      | 4           | 0          |
| J. Justin    | 43         | 3          | 1           | 0          | 4        | 0      | 0           | 0          | 1             | 0             | 0             | 0             | 48       | 3      | 1           | 0          |
| F. Musonda   | -          | -          | -           | -          | -        | -      | -           | -          | -             | -             | -             | -             | -        | -      | -           | -          |
| C. Panter    | -          | -          | -           | -          | -        | -      | -           | -          | -             | -             | -             | -             | -        | -      | -           | -          |
| M. Pearson   | 46         | 6          | 2           | 0          | 4        | 0      | 0           | 0          | 1             | 0             | 0             | 0             | 51       | 6      | 2           | 0          |
| D. Potts     | 24         | 1          | 4           | 0          | 2        | 0      | 0           | 0          | -             | -             | -             | -             | 26       | 1      | 4           | 0          |
| G. Rea       | 22         | 1          | 6           | 0          | 2        | 0      | 1           | 0          | 1             | 0             | 0             | 0             | 25       | 1      | 7           | 0          |
| A. Sheehan   | 17         | 0          | 2           | 0          | -        | -      | -           | -          | -             | -             | -             | -             | 17       | 0      | 2           | 0          |
| J. Stacey    | 45         | 5          | 3           | 0          | 4        | 0      | 0           | 0          | 1             | 0             | 0             | 0             | 50       | 5      | 3           | 0          |
| L. Berry     | 21         | 3          | 3           | 0          | 2        | 0      | 0           | 0          | 1             | 0             | 0             | 0             | 24       | 3      | 3           | 0          |
| A. McCormack | 19         | 0          | 7           | 0          | 1        | 0      | 0           | 0          | -             | -             | -             | -             | 20       | 0      | 7           | 0          |
| G. Moncur    | 14         | 6          | 1           | 0          | -        | -      | -           | -          | -             | -             | -             | -             | 14       | 6      | 1           | 0          |
| P. Mpanzu    | 46         | 5          | 5           | 0          | 4        | 0      | 1           | 0          | 1             | 0             | 0             | 0             | 51       | 5      | 6           | 0          |
| J. Neufville | -          | -          | -           | -          | -        | -      | -           | -          | -             | -             | -             | -             | -        | -      | -           | -          |
| A. Read      | -          | -          | -           | -          | -        | -      | -           | -          | -             | -             | -             | -             | -        | -      | -           | -          |
| A. Shinnie   | 41         | 4          | 7           | 1          | 4        | 1      | 1           | 0          | 1             | 0             | 0             | 0             | 46       | 5      | 8           | 1          |
| G. Thorne    | 3          | 0          | 0           | 0          | -        | -      | -           | -          | -             | -             | -             | -             | 3        | 0      | 0           | 0          |
| J. Collins   | 44         | 25         | 7           | 1          | 4        | 0      | 1           | 0          | -             | -             | -             | -             | 48       | 25     | 8           | 1          |
| H. Cornick   | 32         | 6          | 0           | 0          | 2        | 2      | 0           | 0          | 1             | 0             | 0             | 0             | 35       | 8      | 0           | 0          |
| D. Hylton    | 25         | 7          | 3           | 2          | 2        | 0      | 0           | 0          | -             | -             | -             | -             | 27       | 7      | 3           | 2          |
| A. Jarvis    | 4          | 0          | 0           | 0          | 2        | 0      | 0           | 0          | -             | -             | -             | -             | 6        | 0      | 0           | 0          |
| J. Jervis    | 2          | 0          | 0           | 0          | -        | -      | -           | -          | 1             | 0             | 0             | 0             | 3        | 0      | 0           | 0          |
| E. Lee       | 38         | 12         | 4           | 0          | 4        | 0      | 0           | 0          | 1             | 0             | 0             | 0             | 43       | 12     | 4           | 0          |
| K. LuaLua    | 22         | 2          | 3           | 0          | 3        | 0      | 0           | 0          | -             | -             | -             | -             | 25       | 2      | 3           | 0          |
| C. Tomlinson | -          | -          | -           | -          | -        | -      | -           | -          | -             | -             | -             | -             | -        | -      | -           | -          |
| A. Baptiste  | 2          | 0          | 0           | 0          | -        | -      | -           | -          | -             | -             | -             | -             | 2        | 0      | 0           | 0          |
| A. Connolly  | 2          | 0          | 0           | 0          | -        | -      | -           | -          | -             | -             | -             | -             | 2        | 0      | 0           | 0          |
| J. Cummings  | 5          | 1          | 0           | 0          | -        | -      | -           | -          | -             | -             | -             | -             | 5        | 1      | 0           | 0          |
| J. Grant     | 17         | 2          | 2           | 0          | 1        | 0      | 0           | 0          | -             | -             | -             | -             | 18       | 2      | 2           | 0          |
| L. Jones     | 1          | 0          | 0           | 0          | -        | -      | -           | -          | 1             | 0             | 0             | 0             | 2        | 0      | 0           | 0          |
| E. O'Kane    | 3          | 0          | 0           | 0          | -        | -      | -           | -          | -             | -             | -             | -             | 3        | 0      | 0           | 0          |
| L. Gambin    | -          | -          | -           | -          | -        | -      | -           | -          | 1             | 0             | 0             | 0             | 1        | 0      | 0           | 0          |